# Eriococcidae
Eriococcidae es una familia de insectos hemípteros en la superfamilia Coccoidea. Cada especie es específica de una planta hospedera.
Investigaciones recientes utilizando ADN ribosomal ha mostrado que la familia Eriococcidae no es un solo grupo monofilético, sino que es una agregación de varios grupos diferentes. Algunas de las especies que aparecen morfológicamente similares parecen ser alejadas mientras que las especies diferentes están a veces más estrechamente relacionados. El género Eriococcus ha demostrado ser polifilético.

## Morfología
Eriococcidae es un grupo diverso de insectos. Producen una cápsula blanca, membranosa o gris amarillenta en forma de pirámide, el ovisaco que encierra el cuerpo de la hembra adulta. El propio cuerpo varía en color y puede ser de color rosa, rojo o púrpura, verde o marrón. El extremo posterior del saco tiene una pequeña abertura que permite la emergencia de las ninfas recién eclosionadas. Algunas especies se encuentran bajo la corteza de la planta huésped y producen una secreción  escasa o nula. Los cuerpos suelen ser de color rosa o rojo. Muchas especies producen agallas. Estos incluyen Apiomorpha que se alimenta de varias especies de eucaliptos y tienen un ciclo de vida complejo.

## Géneros
| - Acalyptococcus - Acanthococcus - Aculeococcus - Affeldococcus - Alpinococcus - Apezococcus - Apiococcus - Apiomorpha - Ascelis - Atriplicia - Balticococcus - Borchseniococcus - Bryococcus - Calycicoccus - Capulinia - Carpochloroides - Chazeauana - Chilechiton - Chilecoccus - Cornoculus - Cryptococcus - Cylindrococcus - Cystococcus | - Eriochiton - Eriococcus - Erium - Exallococcus - Gedanicoccus - Gossypariella - Greenoripersia - Hoheriococcus - Hoyicoccus - Icelococcus - Intecticoccus - Jutlandicoccus - Kotejacoccus - Kuenowicoccus - Kuwanina - Lachnodius - Macracanthopyga - Madarococcus - Megacoccus - Melzeria - Montanococcus - Neoacanthococcus - Neoeriochiton - Neotectococcus - Noteococcus | - Olliffia - Opisthoscelis - Orafortis - Oregmopyga - Ourococcus - Ovaticoccus - Pedroniopsis - Phacelococcus - Phloeococcus - Proteriococcus - Pseudocapulinia - Pseudomontanococcus - Pseudotectococcus - Ripersia - Sangicoccus - Scutare - Sisyrococcus - Sphaerococcopsis - Stegococcus - Stibococcus - Subcorticoccus - Tanyscelis - Tectococcus - Tolypecoccus - Xerococcus |